# Tor Berg
Tor Berg, född 7 november 1885 i Stockholm, död 25 juli 1967 i Stockholm, var en svensk arkivarie och historiker.

## Biografi

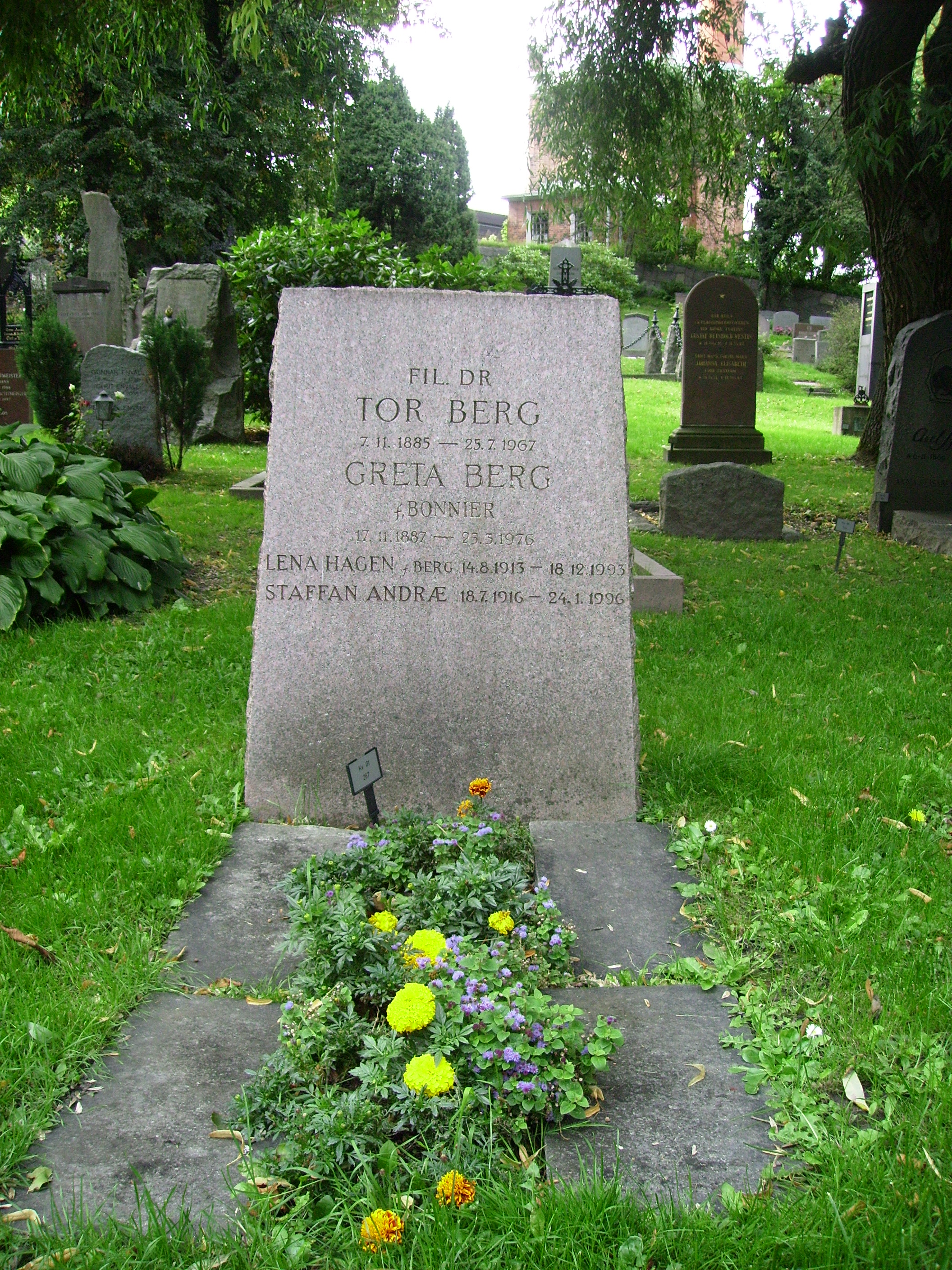
Tor Bergs gravvård på Galärvarvskyrkogården i Stockholm.

Han blev fil.mag. i Uppsala 1911, fil.lic. vid Stockholms högskola 1920, och fil.dr. 1920; 1920 blev han amanuens och 1925 andre arkivarie i Riksarkivet. Mellan 1937 och 1950 var han förste arkivarie. 
Släkten härstammade från husaren Nils Nilsson Spännare, vars sonson antog namnet Berg efter hemmanet Bergaby i Fellingsbro socken och var far till läraren Anders Berg. Dennes son var Fridtjuv Berg och därmed hade Tor Berg således en förpliktande bakgrund.
Tor Berg var son till en frisinnad politiker, och var under första världskriget starkt ententevänlig. Han var gift med Greta Bonnier, vars bror Tor Bonnier var aktivist och Tysklandsvän. Gretas äldre syster Elin var gift med, den då socialdemokratiske, politikern Yngve Larsson. De politiska åsiktsskillnaderna inom släkten Bonnier kom att bli tydliga i samband med publiceringen av Sveriges utrikespolitik i världskrigets belysning (1915). Ett verk, till vilket en av författarna var Yngve Larsson. Tor Berg kom att rikta skarp kritik mot detta.
Tor Berg har författat historiska arbeten, däribland Johan Skytte, hans ungdom och verksamhet under Karl IX:s regering (1920). Han har även arbetat fram arkivutredningar. 
Tor och Greta Berg var bosatta i Franska värdshuset på Södra Djurgården i Stockholm. Bland parets ättlingar märks dotterdottern Cecilia Hagen och Cissi Elwin.